# Salvatore Sirigu
Salvatore Sirigu (Nuoro, 1987. január 12. –) olasz válogatott labdarúgó.

## Pályafutása

### Klubcsapatokban

#### A kezdetek
Salvatore Sirigu az olaszországi Szardínia szigetén, Nuoro városában született 1987-ben és labdarúgó-pályafutását a Venezia ifjúsági csapatában kezdte mezőnyjátékosként, pontosan középpályásként.

#### Palermo
2005-ben a Palermo gárdájához igazolt, ahol csatárként alkalmazták. Itt az akadémia edzői stábja arra jutott, hogy részben asztmája, valamint erős kezei miatt inkább álljon be a kapuba. A 2006–07-es szezonban került fel az első kerethez és egyből kezdőként debütált a Sampdoria elleni olasz kupamérkőzésen és a török Fenerbahçe elleni UEFA-kupa összecsapáson. A Palermo 2007. július 12-én kölcsönadta a harmadosztályú Cremonese csapatának.
Sirigu a 2009–10-es szezonra ismét visszatért Palermóba. 2009. szeptember 27-én a Lazio ellen volt az első hivatalos Serie A-mérkőzése, az 1–1-es döntetlen során. Az egyesületnél nyújtott teljesítménye miatt megkapta a "Walterino" becenevet, utalva edzőjére, Walter Zengára, akit a világ egyik legjobb kapusaként jegyzetek. 2009. október 21-én bejelentették, hogy szerződést hosszabbított 2014 júniusáig. Utolsó szereplése a Palermóban a 2011-es olasz kupa döntőjében volt az Internazionale ellen, ahol azonban 3–1-re vesztettek.

#### Paris Saint-Germain
2011. július 28-án négyéves szerződést írt alá a francia Paris Saint-Germain FC-vel, körülbelül 3 millió eurós átigazolási díjért. Bár eredetileg Nicolas Douchez cseréjeként szerezték meg, első idényében 38 összecsapáson szerepelt. 2013. január 27-én Sirigu megdöntötte Bernard Lama PSG-kapus rekordját a Ligue 1-ben, ugyanis 697 percig nem kapott gólt. Ő lett az első külföldi játékos, akit az "UNFP év kapusának" választottak. Ezt az elismerést 2014-ben is kiérdemelte.
2014. augusztus 2-án a PSG 2–0-ra megnyerte a francia szuperkupát a Guingamp ellen. A meccset a pekingi Workers Stadionban játszották, ahol Sirigu kivédte Mustapha Yatabaré 32. percben lőtt büntetőjét. Szeptember 10-én, 2018-ig szóló hosszabbítást írt alá.
Miután a klub 2015 júliusában leigazolta Kevin Trapp német hálóőrt az Eintracht Frankfurttól, Olivier Letang sportigazgató-helyettes bejelentette, hogy Sirigu szolgálataira ezentúl csak második kapusként számítanak, emellett nem állnak az esetleges távozásának az útjába sem. A francia kupa és ligakupa találkozókon szerepeltették, a fontosabb meccseken viszont, így a Ligue 1 és a Bajnokok Ligája mérkőzéseken is Trapp védett. 2016. február 11-én bejelentette, hogy a téli átigazolási időszakban elhagyta volna a PSG-t, ha megfelelő ajánlatot kap, ez viszont nem történt meg.

#### Sevilla és Osasuna
2016. augusztus 26-án a spanyol La Ligában szereplő Sevillához csatlakozott egy szezonra kölcsönbe. Szeptember 17-én, az Eibar elleni idegenbeli 1–1-es döntetlen során mutatkozott be a klubban. Miután azonban csak háromszor jutott szerephez, 2017. január 31-én az évad második részére az Osasunához igazolt. Itt a bajnokság 21. fordulójában védett először a Real Sociedad ellen 3–2-re elvesztett meccsen. 

#### Torino
2017. június 27-én visszatért hazájába, Olaszországba, ugyanis a Torino bejelentette, hogy ingyen leigazolta. Augusztus 12-én mutatkozott be az egyesület színeiben a Trapani ellen 7–1-re nyert a olasz kupa harmadik fordulójában, majd nyolc nappal később a Serie A-ban is a Bologna elleni 1–1-es döntetlen alkalmával.
2018 júliusában, további négy évre megállapodtak a felek, 2022 júniusáig. 2019. március 3-án zsinórban hatodik alkalommal hozott le egy 0 találatos meccset, és ezzel megdöntötte Luciano Castellini klubrekordját, aki 517 percen keresztül nem kapott gólt. 2021. július 15-én közös megegyezéssel felbontották a kontraktusát.

#### Genoa
2021. augusztus 3-án a Genoa játékosa lett. A 2021–22-es idény nyitányán debütált az Internazionale ellen 4–0-ra elvesztett találkozón. Alapemberként 37 bajnokin szerepelt, viszont az év végén a 19. helyen végezve kiesetek az élvonalból a másodosztályba (Serie B).

#### Napoli
2022. augusztus 11-én ingyenes átigazolással csatlakozott a Napolihoz.

#### Fiorentina
2023. január 25-én ingyen igazolt a Fiorentina csapatához.

### A válogatottban
Sirigu többszörös olasz utánpótlás-válogatott. Szerepelt az U18-as, az U19-es az U21-es alakulatokban is. 2010. február 28-án Marcello Lippi szövetségi kapitány először behívta az olasz nagy válogatottba egy Kamerun elleni barátságos meccsre, ahol végül Federico Marchetti védett helyette. Májusban bekerült a 28 fős előzetes, 2010-es világbajnokságra utazó keretbe, azonban a végleges 23 fős csapatba már nem. 2010. augusztus 10-én már Cesare Prandelli irányítása alatt debütált egy Elefántcsonpart ellen 1–0-ra elveszített barátságos találkozón.
Beválogatták a 2012-es Európa-bajnokságra Gianluigi Buffon és Morgan De Sanctis mögött harmadik számú kapusnak. Olaszország egészen a döntőig menetelt, ott viszont 4–0-re kikaptak Spanyolország ellenfeleként.
A 2013-as konföderációs kupára Buffon helyettesként utazott el. Itt Olaszország bronzérmet szerzett Uruguay legyőzésével. Meghívót kapott a 2014-es vb-re is. Buffon egy edzésen bokasérülést szenvedett, ami miatt Sirigu állt a kapuban június 14-én az Anglia elleni nyitáson. Több döntő védésével hozzájárult a 2–1-es sikerhez.
2016. május 31-én bekerült Antonio Conte válogatottjába a 2016-os Európa-bajnokságra. Buffon lázas megbetegedése miatt, Sirigu június 22-én az utolsó csoportmérkőzésén, az Ír Köztársaságtól elszenvedett 1–0-s vereség alkalmával lépett pályára a tornán. 2021 júniusában Roberto Mancini menedzser beválogatta a 2020-as Eb-csapatába. A Wales elleni csoportkörben Gianluigi Donnarumma 89. perces cseréjeként küldték be. Július 11-én Európa-bajnoki címet ünnepelhetett miután a döntőben legyőzték Angliát 3–2-re, büntetőkkel.

## Statisztikái

### A válogatottban
2021. szeptember 8-án frissítve.
| Nemzet      | Év       | Mérkőzés | Gól |
| ----------- | -------- | -------- | --- |
| Olaszország | 2010     | 2        | 0   |
| Olaszország | 2011     | 0        | 0   |
| Olaszország | 2012     | 2        | 0   |
| Olaszország | 2013     | 3        | 0   |
| Olaszország | 2014     | 4        | 0   |
| Olaszország | 2015     | 4        | 0   |
| Olaszország | 2016     | 2        | 0   |
| Olaszország | 2017     | 0        | 0   |
| Olaszország | 2018     | 2        | 0   |
| Olaszország | 2019     | 5        | 0   |
| Olaszország | 2020     | 2        | 0   |
| Olaszország | 2021     | 2        | 0   |
| Összesen    | Összesen | 28       | 0   |

## Sikerei, díjai

### Klubcsapatokban
Paris Saint-Germain
- Francia bajnok: 2012–13, 2013–14, 2014–15, 2015–2016
- Francia kupa: 2014–15, 2015–16
- Francia ligakupa: 2013–14, 2014–15, 2015–16
- Francia szuperkupa: 2013, 2014, 2015, 2016

### A válogatottban
Olaszország
- Európa-bajnokság: 2020
- Konföderációs kupa bronzérmes: 2013[59]
- Nemzetek Ligája bronzérmes: 2020–21[60]

### Egyéni
- Ligue 1 – Az év csapata: 2012–13,[61] 2013–14[62]
- Ligue 1 – Az év kapusa: 2012–13, 2013–14